# Ґустав Йонсон
Ґустав Йонсон (ест. Gustav Jonson ; 26 грудня 1879 (7 січня) 1880 — 15 листопада 1942 , Челябінськ) — офіцер Російської Імператорської армії, естонський і радянський військовий діяч, головнокомандувач естонської армії (1940 рік). Генерал-майор Естонії (1928); генерал-лейтенант РСЧА (29 грудня 1940 року).

## Життєпис
Ґустав Йонсон народився 7 січня 1880 року в селі Пярі повіту Вільяндімаа. Син заможного власника ферми. Закінчив муніципальну школу в Пярі, парафіяльну школу в Вільянді, міське училище там же в 1898, реальне училище в Юр'єві в 1901 році. У 1901—1907 роках навчався в Ризькому політехнічному інституті. Брав участь у студентських виступах під час першої російської революції, за що в 1905 був відрахований з інституту, виїхав до Німеччини і вступив до Вищого технічного училища в Дрездені. Однак був змушений перервати навчання через відсутність коштів, повернувся до Риги і продовжив здобувати освіту там.

### Російська імператорська армія
У 1908 році вступив на службу в Російську імператорську армію. Служив в артилерійській частині в Двінську, склав іспит на перший офіцерський чин і в 1910 проведений у прапорщики. 1912 року вийшов у відставку. Жив у Ризі, працював у Ризькій палаті заходів та терезів.
З початком Першої світової війни у серпні 1914 року знову призваний до армії, в 1915 році зарахований до 2-го Кавказького мортирного артилерійського дивізіону 2-го Кавказького армійського корпусу. У його лавах бився в 10-й армії на Північно-Західному та Західному фронтах. За відзнаки у літніх наступальних боях 1917 року нагороджений Георгіївською зброєю. У жовтні 1917 року здійснено в штабс-капітани.

### Революційні роки
У листопаді 1917 року залишив фронт і приїхав до Естонії на заклик Земської ради Естляндії для участі у формуванні естонської армії. Формував естонські стрілецькі частини, які, однак, були негайно роззброєні та розпущені німцями після окупації ними Естонії у лютому 1918 року. Йонсон залишив Естонію і втік до Росії, але в лютому 1918 року зазнав арешту червоногвардійцями і ув'язнення до петроградської в'язниці «Хрести».

### Армія незалежної Естонії
Пізніше був звільнений із в'язниці і в листопаді 1918 повернувся до Естонії. Відразу ж був зарахований до естонської армії, сформував 1-й кавалерійський полк і став його командиром, з 1919 — підполковник. Учасник бойових дій проти Червоної Армії та Прибалтійського ландесверу. За відзнаки у боях нагороджений орденом, а також отримав у дар від держави земельну ділянку у 50 гектарів із хутором. У 1921—1923 роках навчався в Естонському коледжі оборони, полковник (1923). Після закінчення коледжу стажувався у французькій армії. З березня 1924 — помічник начальника Генерального штабу Збройних Сил Естонії. З 1925 викладав у Вищому військовому училищі, з серпня 1927 — його начальник. У лютому 1928 року призначений начальником військово-навчальних закладів Естонської армії та членом Військової ради Естонії. У тому ж році проведений генерал-майори.
У 1930—1933 роках командир 3-ї піхотної дивізії та комендант Таллінна. З серпня 1933 — начальник сил внутрішньої оборони республіки. З лютого до березня 1934 року тимчасово виконував посаду військового міністра Естонії. З березня 1934 — помічник Головнокомандувача Збройними силами Естонії, одночасно генерал-інспектор кавалерії. 1 січня 1939 року звільнений з армії за віком.
У 1939—1940 роках — помічник президента Естонії Костянтина Пятса. У роки незалежності Естонії був головою та членом великої кількості різних громадських організацій, товариств та спілок.

### Приєднання Естонії до СРСР
Під час зміни влади в Естонії та включення її до складу СРСР у липні-серпні 1940 року був Головнокомандувачем Естонської армії. 30 серпня 1940 року естонська армія була перетворена на 22-й Естонський територіальний стрілецький корпус (180-а та 182-а стрілецькі дивізії, 614-й корпусний артилерійський полк і 22-й корпусний авіазагін (сім легких бомбардувальників Hawker «Hart Landplane», п'ять розвідників Henschel Hs 126 B та 10 тренувальних літаків) під командуванням генерал-лейтенанта Ґустава Йонсона, який був включений до складу Червоної Армії. Ґуставу Йонсону постановою Раднаркому СРСР від 29 грудня 1940 року було присвоєно військове звання генерал-лейтенант.
10 червня 1941 року він здав 22-й територіальний ск згідно з наказом НКО № 01458 генерал-майору А. З. Ксенофонтову і вибув до Москви у розпорядження начальника Академії Генерального штабу РСЧА.
19 червня 1941 року заарештований за підозрою в шпигунстві. Особливою нарадою при Народному комісарі внутрішніх справ СРСР за контрреволюційну діяльність 15 травня 1942 року засуджений до вищої міри покарання і за одними даними, того ж дня розстріляний у Саратовській в'язниці, а за іншими даними, вирок не був виконаний і замінений на 10 років виправно-трудових таборів, генерал Іонсон помер у таборі в Челябінську 15 листопада 1942 року.
Реабілітовано Постановою Головної військової прокуратури Російської Федерації від 22 січня 2001 року.

## Нагороди

### Нагороди Російської імперії
- Орден Святого Станіслава 2-го ступеня
- Орден Святої Анни 3-го ступеня
- Георгіївська зброя (5.09.1917)[6]

### Нагороди Естонії
- Хрест Свободи II класу 2-го ступеня (1920), I класу 3-го ступеня (1920)
- Орден Орлиного хреста І класу (1933)
- Орден Естонського Червоного Хреста ІІ класу (1934)
- медалі Естонії

### Іноземні нагороди
- Орден Трьох зірок ІІ класу (Латвія)
- Військовий орден Лачплесіса III класу (Латвія, 1924)
- Орден Відродження Польщі II класу (Польща)
- командор ордена Білої троянди Фінляндії